# Thức khuya học bài

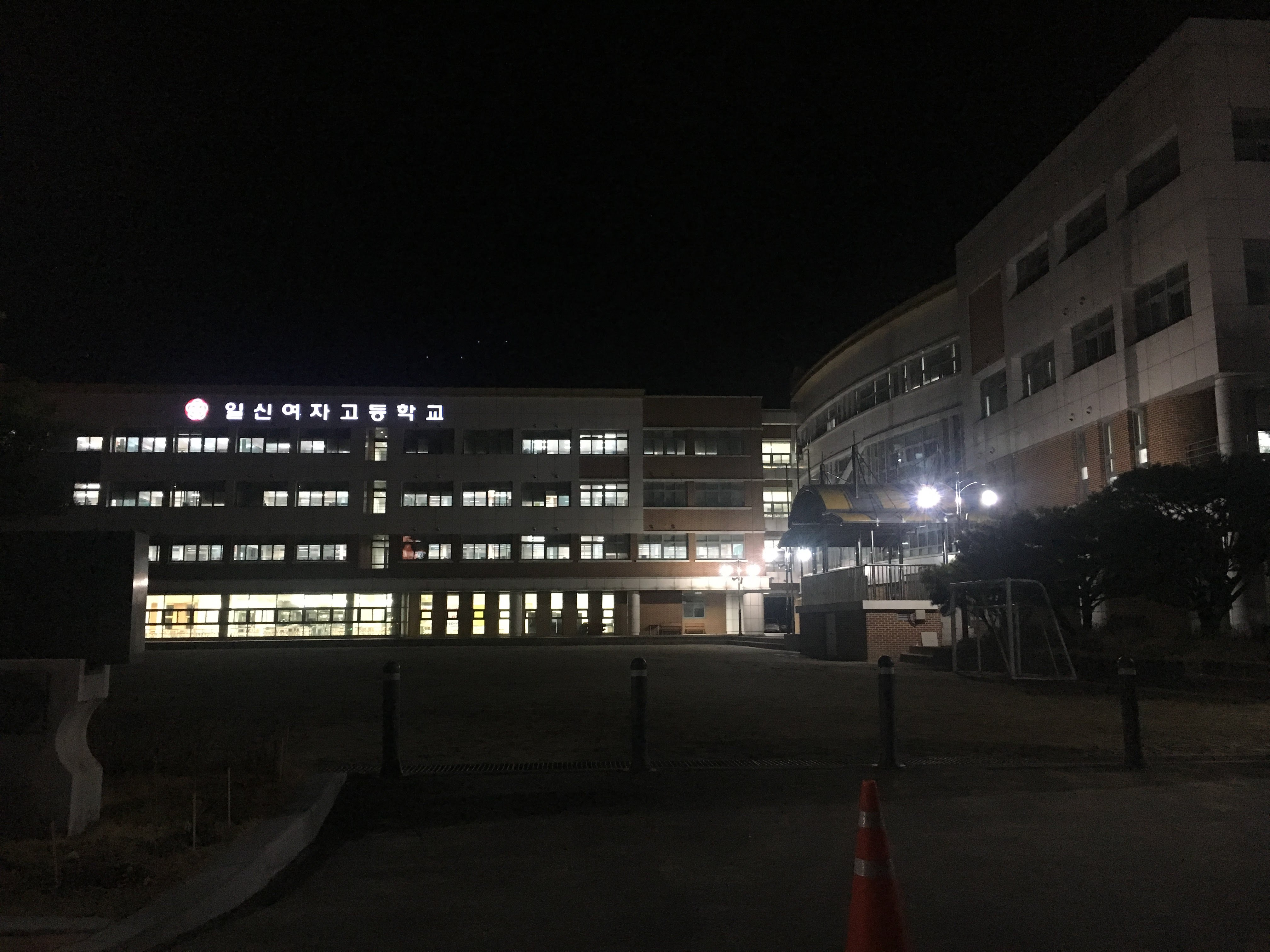
Ảnh chụp về học sinh THPT ở Hàn Quốc đang học bài tới tận khuya

Ví dụ minh họa về việc học bài khuya trên một kênh âm nhạc của Pháp

Thức khuya học bài (tiếng Hàn Quốc: 야간자율학습 (夜間自律學習); giản thể: 晚自习; phồn thể: 晚自習), hay còn có các cách gọi khác như thức đêm học bài hay học bài khuya, học thâu đêm, là việc học tập và ôn bài một cách tự quản thường thấy ở học sinh một số trường THCS và đại bộ phận trường THPT ở Trung Quốc đại lục, Đài Loan, Hàn Quốc, Việt Nam và Đức. Học đêm bao gồm cả việc tự học xoay quanh 0h trước các buổi học chính khóa (còn gọi là "dậy sớm học bài" (giản thể: 早自习; phồn thể: 早自習)) và thức khuya học bài sau các buổi học chính khóa ở nhà trường. Vì đây là hình thức tự học cho nên nó không tính đến những chương trình giáo dục kiểu như các lớp học thêm bên ngoài hoặc các hoạt động sau giờ tan trường.